# Turbine-klass
Turbine-klassen var en klass av åtta jagare som byggdes för Regia Marina (kungliga italienska flottan) på 1920-talet. Fartygen spelade en mindre roll i det spanska inbördeskriget 1936-1937 och stödde den nationalistiska sidan. Alla fartyg i klassen gick förlorade under andra världskriget.

## Design och beskrivning
Turbine-klassen var förstorade och förbättrade versioner av den föregående Sauro-klassen. I ett försök att förbättra deras hastighet förlängdes de och fick kraftigare maskineri än de tidigare fartygen. Detta gav mer utrymme för bränsle, vilket ökade deras räckvidd.
De hade en total längd på 93,2 meter, en bredd på 9,2 meter och ett djupgående på 3 meter. De hade ett deplacement på 1 090 ton vid standardlast och 1 700 ton vid fullast. Deras besättning bestod av 12 officerare och 167 värnpliktiga män.
Turbinerna drevs av två växlade Parsonsturbiner som vardera drev en propelleraxel med hjälp av ånga från tre Thornycroft-pannor. Turbinerna var dimensionerade till 40 000 axelhästkrafter (30 000 kW) för en hastighet på 33 knop (61 km/h) i drift, även om fartygen nådde hastigheter på över 36 knop (67 km/h) under sina sjötester när de var lätt lastade. De hade en kapacitet på 274 ton brännolja vilket gav dem en räckvidd på 3 200 nautiska mil (5 900 km) vid en hastighet på 14 knop (26 km/h).
Deras huvudbestyckning bestod av fyra 12 cm kanoner i två dubbeltorn, en vardera för och akter om överbyggnaden. Luftvärnet för fartygen i Turbine-klassen tillhandahölls av ett par 40-millimeterkanoner i enkelmontage mittskepps och en dubbelmontering för 13,2-millimeter kulsprutor. De var utrustade med sex torpedtuber på 53,3 cm i två trippelmontage mittskepps. Fartygen kunde medföra upp till 52 sjöminor.

## Skepp i klassen
| Namn     | Varv    | Sjösatt         | Sänkt             | Öde                                                      |
| -------- | ------- | --------------- | ----------------- | -------------------------------------------------------- |
| Aquilone | Odero   | 3 augusti 1927  | 17 september 1940 | Sänkt av minor utlagda av HMS Illustrious                |
| Borea    | Ansaldo | 28 januari 1927 | 17 september 1940 | Sänkt av flygplan från HMS Illustrirous i Benghazis hamn |
| Espero   | Ansaldo | 31 augusti 1927 | 28 juni 1940      | Sänkt av HMAS Sydney utanför Tobruk                      |
| Euro     | CNT     | 7 juli 1927     | 3 oktober 1943    | Sänkt av tyska flygplan utanför Leros i Grekland         |
| Nembo    | CNT     | 27 januari 1927 | 20 juli 1940      | Sänkt av Swordfish torpedflygplan i Tobruks hamn         |
| Ostro    | Ansaldo | 2 januari 1928  | 20 juli 1940      | Sänkt av Swordfish torpedflygplan i Tobruks hamn         |
| Turbine  | Odero   | 21 april 1927   | 16 september 1944 | Sänkt av amerikanska flygplan utanför Salamis            |
| Zeffiro  | Ansaldo | 27 maj 1927     | 5 juli 1940       | Sänkt av Swordfish torpedflygplan i Tobruks hamn         |

## Tjänstgöring
Under det spanska inbördeskriget stödde Italien de spanska nationalisterna inte bara genom att hjälpa dem med materiell, utan också genom hemliga operationer mot fiendens sjöfart. Under dessa uppdrag torpederade och sänkte jagaren Ostro det spanska republikanska fraktfartyget SS Conde de Abasolo 13 augusti 1937, medan Turbine sänkte det sovjetiska fraktfartyget Timiryazev på samma sätt 30 augusti, båda utanför franska Algeriets kust.
I början av andra världskriget, när Italien förklarade krig mot Storbritannien och Frankrike, var alla åtta fartyg i Turbine-klassen baserade i Tobruk i Libyen. De hade till uppgift att lägga ut minor och transportera förnödenheter mellan Tobruk och Taranto. Den 16 juni 1940 sänkte Turbine den brittiska ubåten HMS Orpheus utanför Tobruk.
Turbine, Aquilone och Nembo deltog i beskjutningen av den egyptiska hamnen Sollum 14 juni och 26 juni 1940.
Den 28 juni 1940 eskorterade Espero, Ostro och Zeffiro en konvoj, tungt lastade med gods, när de attackerades av en brittisk styrka bestående av fem fartyg. I den efterföljande striden sänkte HMAS Sydney Espero.
Den 5 juli 1940 inledde det brittiska hangarfartyget HMS Eagle en attack mot Tobruks hamn. Fartygets Fairey Swordfish torpedflygplan sänkte Zeffiro och skadade Euro allvarligt. Senare samma månad, den 20 juli, under en annan attack mot Tobruks hamn, sänkte andra Swordfish flygplan från HMS Eagle både Nembo och Ostro. Den 17 september samma år attackerade torpedflygplan från HMS Illustrious Benghazis hamn där Aquilone och Borea låg förtöjda, vilket resulterade i att båda sänktes. Euro ingick i eskorten av den olycksdrabbade Duisburgkonvojen, när hennes befälhavare förlorade möjligheten att torpedera kryssaren HMS Aurora på grund av en misidentifiering. Den 3 juli 1942, när Euro och Turbine eskorterade tre fraktfartyg från Taranto till Benghazi tillsammans med jagaren Da Verrazzano i Navigatori-klassen, sköt de ner två Beaufort bombflygplan.
Efter att Italien hade undertecknat vapenstilleståndet i Cassibile i september 1943 deltog Euro i slaget vid Leros där hon sänktes av tyska Junkers Ju 87 "Stuka" störtbombplan under en flygräd 3 oktober 1943. Turbine beslagtogs av Kriegsmarine och togs i tjänst i Egeiska havet som en torpedbåt. Den 19 juni 1944, vid Porto Lago, skadades hon svårt av en explosion, som man trodde var sabotage. Hon seglade in i Salamis hamn för reparationer, men ett amerikanskt luftanfall mot hamnen 16 september sänkte henne innan reparationerna kunde slutföras helt och hållet.